# Federico Cristóforo
Federico Cristóforo, vollständiger Name Federico Alfredo Cristóforo Pepe, (* 19. September 1989 in Montevideo) ist ein uruguayischer Fußballspieler.

## Karriere

### Verein
Der 1,83 Meter große Torwart Cristóforo ist der Bruder des Fußballspielers Sebastián Cristóforo. Er wechselte im Januar 2013 vom Huracán FC auf Leihbasis zu Club Atlético Progreso in die Primera División. Dort kam er in der Clausura der Spielzeit 2012/13 in der Liga achtmal zum Einsatz. Progreso stieg am Saisonende in die Segunda División ab. Nach Ablauf der Leihe kehrte er im Juli 2013 kurzzeitig zum Huracán FC zurück, bevor er noch im selben Monat zum Erstligisten Montevideo Wanderers wechselte. Dort bestritt er in der Saison 2013/14 26 Ligaspiele. In der Clausura 2014, die sein Klub gewann, war er dabei Stammtorhüter und stand über die gesamte Rückrunde auf dem Platz. In der Spielzeit 2014/15 stand er bis zum Abschluss der Apertura 2014 15-mal in der Primera División auf dem Platz. Anfang Januar 2015 wechselte er für ein Jahr auf Leihbasis mit anschließender Kaufoption zu Necaxa in die zweite mexikanische Liga. Dort kam er nicht in der Liga zum Einsatz, absolvierte aber fünf Spiele in der Copa México. Anfang Juli 2015 kehrte er zu den Wanderers zurück. In der Spielzeit 2015/16 bestritt er aber kein Pflichtspiel und schloss sich Ende Juli 2016 dem Zweitligisten Deportivo Maldonado an. Nach zwölf absolvierten Zweitligapartien in der Saison 2016 verpflichtete ihn Mitte Januar 2017 der Erstligist Danubio FC.

### Erfolge
- Clausura 2014 (Primera División, Uruguay)